# Stegolepis minor
Stegolepis minor är en gräsväxtart som beskrevs av Julian Alfred Steyermark. Stegolepis minor ingår i släktet Stegolepis och familjen Rapateaceae. Inga underarter finns listade i Catalogue of Life.